# バルセロナ (バンド)
バルセロナ（Barcelona）は、アメリカ合衆国のロック・バンド。
カナダをベースに活動しているフリーランスのビデオ・プロデューサーのジョン・ローリンソン (Jon Rawlinson)が、沖縄美ら海水族館の巨大水槽を撮影し、2009年7月15日にYouTubeに「Kuroshio Sea」というビデオがアップされた。そのビデオに、バルセロナの「Please don't go」が楽曲無断使用されたが、バルセロナはそれを削除させるどころか許可し、アルバム・セールスを伸ばしたことにより成功したバンドとして知られる。アメリカでは新たなビジネス・モデルとして話題となる。

## メンバー
- ブライアン・フェネル (Brian Fennell) - ボーカル、ピアノ、ギター
- ブランダン・ケイト (Branden Cate) - キーボード、ボーカル
- レット・ストーンレイク (Rhett Stonelake) - ドラム、ボーカル
- クリス・ブリストル (Chris Bristol) - ギター、ボーカル

## ディスコグラフィ

### アルバム
- Safety Songs (2005年、Brian Fennell) [1]
- Absolutes (2007年、NBD Music) [2]
- Absolutes (2009年、Universal/Motown Records)
- Not Quite Yours (2012年、NBD Records)
- Love Me (2014年)
- Love You (2014年)
- Know Love (2014年)
- Basic Man (2016年)

## 関連事項
- Kuroshio Sea - 2nd largest aquarium tank in the world - (song is Please don't go by Barcelona) on YouTube
- Jon Rawlinson Productions
  - Kuroshio Sea - 2nd largest aquarium tank in the world - (song is Please don't go by Barcelona) on Vimeo

## 参照
- 楽曲無断使用のYouTubeビデオ、アーティストのアルバムセールスを伸ばす
- Propsal to Visit Japan -1